# Парламентские выборы в Беларуси (2012)
23 сентября 2012 года состоялись выборы депутатов Палаты представителей Национального собрания Республики Беларусь 5 созыва (бел. Выбары дэпутатаў Палаты прадстаўнікоў Нацыянальнага сходу Рэспублікі Беларусь), на которых избиралось 110 депутатов по одномандатным округам. 109 депутатов были избраны в первом туре, в Новобелицком округе Гомеля выборы не состоялись. По предварительным данным, явка составила 74,2 % (от 59,2 % в Минске до 80,7 % в Витебской области), хотя независимые наблюдатели заявили о том, что на ряде участков выборы не состоялись из-за низкой явки (см. ниже). Большинство оппозиционных партий бойкотировали выборы, а ни один из принявших участие независимых политиков избран не был (см. ниже). Наблюдатели от ОБСЕ указали на улучшение организации процесса голосования, но отметили сохранение практики произвольной трактовки избирательного законодательства и пристрастность центральных СМИ и Центризбиркома, а также указали на ухудшение прозрачности подсчёта голосов; наблюдатели от СНГ сочли выборы прозрачными и открытыми (см. ниже).

## Факты о выборах
Выборы в Палату представителей Национального собрания Республики Беларусь 5-го созыва были назначены Указом президента Республики Беларусь. В соответствии с этим указом выборы были назначены на 23 сентября 2012 года.
Все депутаты избираются по одномандатным мажоритарным округам. Средняя численность одного избирательного округа — 64 594 человека. Кандидатов в парламент могут выдвигать политические партии, трудовые коллективы и инициативные группы граждан. Стать депутатом может только гражданин, достигший 21 года и не являющийся осуждённым по уголовным делам. Для победы в первом туре кандидат должен набрать свыше 50 % голосов пришедших на выборы. Явка должна составить минимум 50 %. Если никто не набрал более половины голосов, то через две недели организуется второй тур, в который выходят два кандидата, набравшие наибольшее количество голосов избирателей. Обязательная явка во втором туре снижается до 25 %.
Избирательные процесс организован на трёх уровнях: первый — Центральная избирательная комиссия, на втором уровне 110 окружных избирательных комиссий (ОИК), на третьем уровне около 6 300 участковых избирательных комиссий (УИК). ЦИК состоит из 12 человек, 6 назначает президент, ещё 6 выбирает Совет республики.
Кандидатов в ОИК могут выдвигать политические партии, общественные движения, профессиональные союзы и инициативные группы. По закону, одну треть членов ОИК, количество которых не может превышать 13 человек, должны занимать выдвиженцы партий и движений. Однако, по мнению БДИПЧ/ОБСЕ, механизмы отбора кандидатов прописаны недостаточно, что делает возможным злоупотребления. ОИК формируют местные органы власти. Нынешний состав окружных комиссий был сформирован 9 июля. 2 127 человек претендовали на места в комиссиях, 1 430 кандидатов были утверждены. Оппозиционные партии выдвинули 199 своих представителей, 48 из них стали членами ОИК, что составляет чуть менее четверти от поданных заявок.
По тем же правилам формируются УИК. Их организация закончилась к 8 августа 2012 года. Всего было образовано 6301 участок, 44 за рубежом. 84 781 человек претендовали на членство в участковых комиссиях, были утверждены 68 945 кандидатур. 45 % из них — представители политических партий и общественных объединений, инициативные группы граждан заняли 39 %. Оппозиционные партии представлены 61 членом УИК. В связи с дипломатическим скандалом с королевством Швеция ЦИК Беларуси убрал избирательный участок из этой страны.
Председатель Центризбиркома Лидия Ермошина прогнозировала явку избирателей на уровне 67-70 %.
К выборам было приковано пристальное внимание, поскольку они могли бы стать одним из ключевых моментов в нормализации отношений Белоруссии с Евросоюзом. Начиная с 1996 года ЕС, США и ОБСЕ не признавали результатов ни одной избирательной кампании, обвиняя белорусскую власть в злоупотреблениях и фальсификациях. Претензии западных стран к белорусским выборам послужили причиной введения различных санкций.
Центральная избирательная комиссия Республики Беларусь приняла решение пригласить наблюдателей от ОБСЕ. БДИПЧ/ОБСЕ согласилось отправить стандартную Миссию по наблюдению за выборами, включающую основную группу экспертов, 40 долгосрочных наблюдателей и 270 краткосрочных наблюдателей.

## Кандидаты в депутаты
Регистрация кандидатов закончилась 23 августа. Было подано 494 заявки, зарегистрировано 363 кандидата. Из них 204 — выдвиженцы восьми политических партий. 70 кандидатов представляют «Либерально-демократическую партию», 35 — «Объединённую гражданскую партию» (эта партия подавала 48 заявок), 30 — «Партию БНФ» (подавала 33 заявки). Отказано в регистрации таким политикам, как Александр Милинкевич, лидер движения «За Свободу», Анатолий Левкович, бывший лидер Белорусской социал-демократической партии и другие деятели. В четырёх округах зарегистрировано по одному кандидату, то есть там выборы будут безальтернативными. В этом случае, для того чтобы выборы в этих округах состоялись, на участки должны прийти более 50 % избирателей.
Около половины зарегистрированных партий отказались участвовать в выборах, протестуя против, по их мнению, недемократического режима и политических репрессий. «Объединённая гражданская партия» и «Партия БНФ» обещают, что за время агитационной кампании постараются донести до граждан свои представления о сложившейся ситуации, а за несколько дней до голосования их представители снимут свои кандидатуры, бойкотируя нечестные, как им кажется, выборы.

## Кампания по бойкоту выборов
В ходе подготовки к парламентским выборам некоторые оппозиционные политики призывали белорусскую оппозицию бойкотировать выборы. Они объясняли свою позицию тем что, по их мнению, в ходе подготовки к выборам власти пойдут на многочисленные нарушения, а сами результаты выборов — сфальсифицируют. Предполагается, в этих условиях бойкот выборов со стороны оппозиции может нанести удар по легитимности парламента в глазах западных стран.
К середине сентября в выборах продолжали участвовать оппозиционных 117 кандидатов: 38 человек представляли Объединённую гражданскую партию, 31 — Партию БНФ, 29 — Белорусскую партию левых «Справедливый мир», 11 — БСДП (Громада). 13 кандидатов также представляли общественную кампанию «Говори правду» (среди них — два члена ПБНФ и пять членов БСДП(Г)), 40 человек — общественное движение «За свободу» (30 из них — члены различных партий). К 21 сентября в выборах остались участвовать 49 кандидатов от всех оппозиционных сил, а также несколько десятков кандидатов, не заявлявших о своей связи с существующими партиями, движениями и организациями.
15 сентября ПБНФ и ОГП провели свои съезды, на которых было принято решение снять своих кандидатов по причине невыполнения условий (освобождение политзаключённых и обеспечение прозрачности выборов). 21 сентября ОГП открыто призвала к бойкоту выборов. К 21 сентября к бойкоту выборов призвали также молодёжная организация Молодой Фронт, оргкомитет партии Белорусская христианская демократия, оргкомитет партии Белорусское движение (бел. Беларускі рух), Белорусский независимый профсоюз работников радиоэлектронной промышленности и Союз белорусской интеллигенции. Ранее к активному бойкоту выборов призывал лидер Консервативно-христианской партии БНФ Зенон Позняк.

## Предвыборная кампания
Белорусское законодательство гарантирует право кандидатов на бесплатное эфирное время на радио или телевидении, а также на бесплатное размещение материалов в местных газетах. Однако Белорусский хельсинкский комитет констатирует наличие цензуры во время этапа предвыборной агитации. В частности, в Наблюдательный совет по контролю за соблюдением порядка и правил проведения предвыборной агитации в средствах массовой информации вошли только чиновники Министерства информации, журналисты находящихся в государственной собственности СМИ и представители пользующегося государственной поддержкой Белорусского союза журналистов, а журналисты негосударственных СМИ и члены независимой Белорусской ассоциации журналистов в состав совета не вошли. За первую неделю трансляции предвыборных выступлений стало известно о по меньшей мере пяти случаях отказов телевидения и радио передавать в эфир выступления независимых кандидатов, хотя по меньшей мере три выступления всё же попали в эфир. Наблюдались случаи отказа местными газетами допускать материалы независимых кандидатов к печати, а также случаи печати цензурированных версий материалов. По подсчётам ОБСЕ, менее 1 % новостного времени телеканалов было посвящено политическим партиям и независимым кандидатом против примерно 60 % времени, уделяемого президенту.
С 1 сентября на 7 % была повышена тарифная ставка первого разряда, что привело к повышению зарплат работникам бюджетной сферы. По мнению независимых аналитиков, повышение зарплат — популистская мера, тесно связанная с выборами.
В Новобелицком округе Гомеля незадолго до выборов снялся провластный кандидат, а 15 сентября в рамках кампании по бойкоту выборов снялся кандидат от ОГП, и единственным кандидатом остался представитель ЛДПБ — партии, которая именует себя «конструктивной оппозицией», но не участвует в совещаниях демократических сил. По неподтверждённой информации, экс-кандидат оказался в опале, и против него готовится уголовное дело.

## Досрочное голосование
18 сентября в Беларуси началось досрочное голосование. До 22 сентября можно было проголосовать с 10 до 14 и с 16 до 19 часов в помещениях избирательных участков. Однако после начала процесса независимые наблюдатели и правозащитники стали фиксировать факты принудительного досрочного голосования среди студентов, которых заставляли приходить на избирательные участки под угрозой выселения из общежитий, лишения стипендий или возникновения других проблем. Такие случаи были зафиксированы в Минске, Гомеле, Гродно, Бресте, Новополоцке, Барановичах и других городах. По данным правозащитников, в Ивацевичах заставляли досрочно голосовать и милиционеров. К процессу досрочного голосования было приковано особое внимание независимых наблюдателей, поскольку, по их мнению, во время досрочного голосования удобно организовывать вбросы бюллетеней и другие виды фальсификаций. Отмечается несовпадение явки проголосовавших досрочно по документам и реальной на отдельных участках, которая иногда достигает нескольких раз.
По состоянию на 22 сентября ЦИК жалобы на нарушения в ходе досрочного голосования не удовлетворил. По словам секретаря ЦИК Николая Лозовика, нет ничего удивительного в том, что досрочное голосование распространено «в городской местности, где больше молодого мобильного населения, где студенты, молодые рабочие в выходной день стремятся поехать за город, помочь завершить сельскохозяйственные работы или просто отдохнуть». В досрочном голосовании на парламентских выборах приняли участие, по данным Центризбиркома, около 26 % избирателей, а по данным независимых наблюдателей — 18 %.

## Ход выборов

### Явка
По предварительным данным Центризбиркома, явка составила 74,2 %. Наибольшая явка была отмечена в Быховском избирательном округе (93 %), наименьшая — в Свислочском округе № 94 в Минске (53,6 %):
| Область             | Средняя явка | Округ с максимальной явкой      | Округ с минимальной явкой        |
| ------------------- | ------------ | ------------------------------- | -------------------------------- |
| Брестская область   | 74,2 %       | Барановичский сельский (85,1 %) | Брестский-Центральный (60,3 %)   |
| Витебская область   | 80,7 %       | Витебский сельский (88,4 %)     | Полоцкий городской (62 %)        |
| Гомельская область  | 76,6 %       | Хойникский (91,8 %)             | Гомельский-Новобелицкий (56,2 %) |
| Гродненская область | 79,2 %       | Дятловский (90,5 %)             | Гродненский-Занёманский (69,2 %) |
| Минская область     | 76,1 %       | Копыльский (91,1 %)             | Солигорский городской (61,2 %)   |
| Могилёвская область | 79,9 %       | Быховский (93 %)                | Бобруйский-Ленинский (67 %)      |
| город Минск         | 59,2 %       | Васнецовский (62,1 %)           | Свислочский (53,6 %)             |

По данным независимых наблюдателей, озвученная Центризбиркомом явка сильно завышена, и в ряде округов выборы не состоялись. Предполагается, что в ряде случаев явка была завышена во время досрочного голосования, которое включало в себя принуждение студентов и работников бюджетной сферы к голосованию. Кроме того, по данным правозащитников, незадолго до закрытия участков в основной день голосования некоторые руководители участковых избирательных комиссий вычёркивали часть не пришедших на выборы избирателей, чтобы общее количество избирателей на участке стало меньшим, а процент проголосовавших — бо́льшим.
При этом явку на выборах независимо друг от друга отслеживали кампания «Правозащитники за свободные выборы», проект «Наблюдение за выборами: теория и практика» и наблюдатели от Белорусской христианской демократии вместе с кампанией «За справедливые выборы». По словам секретаря оргкомитета БХД, цифры трёх независимых групп наблюдателей отличаются не более чем на три процента. По данным наблюдателей от БХД и «За справедливые выборы», за двадцать минут до окончания голосования явка составила 38,7 % вместе с досрочным голосованием.

## Результаты
Днём 23 сентября независимая газета Наша Ніва опубликовала прогноз, какие кандидаты победят на выборах (в качестве критерия была взята принадлежность к «вертикали власти»), и все предсказания сбылись. Ни один представитель оппозиционных партий и независимых кандидатов в Палату представителей не прошёл. В Новобелицком округе Гомеля, где зарегистрированный провластный кандидат оказался в опале из-за дела о коррупции, выборы признаны не состоявшимися, там будут проведены повторные выборы.
Депутатский корпус обновился почти полностью — только 21 депутат прежнего созыва продолжит работу (остальные депутаты предыдущего созыва не стали выдвигать свои кандидатуры). Среди новых депутатов — 30 руководителей административных структур (председатели и заместители председателей райисполкомов и облисполкомов, начальники отделов, комитетов и управлений), шесть «силовиков», 15 представителей учреждений образования (в основном — директора школ, деканы факультетов и ректоры вузов), 6 — здравоохранения (главврачи и заведующие отделениями), 10 — разных отраслей промышленности (в основном руководители, их заместители или руководители профсоюзных ячеек крупных предприятий — Гомсельмаш, Речицкий метизный завод, БелАЗ и т. д.), включая энергетику и ЖКХ. Несколько депутатов представляют сельское хозяйство, науку, судебную систему, журналистику, банковскую сферу, государственный сектор в сфере услуг и спорт (Вадим Девятовский, серебряный призёр Олимпийских игр в Пекине по метанию молота). 29 депутатов нового созыва — женщины. 63 депутата являются членами РОО «Белая Русь». Пять депутатов представляют политические партии — Коммунистическую партию (3), Аграрную партию (1) и Республиканскую партию труда и справедливости (1), все остальные — беспартийные.
| |                                                     |           |       |      |     |
| Партия | Партия                                              | Голосов   | %     | Мест | +/- |
| | Либерально-демократическая партия                   | 249 455   | 4,76  | 0    | 0   |
| | Коммунистическая партия Беларуси                    | 141 095   | 2,69  | 3    | ▼ 3 |
| | Белорусская партия левых «Справедливый мир»         | 98 288    | 1,87  | 0    | 0   |
| | Республиканская партия труда и справедливости       | 79 078    | 1,51  | 1    | ▲ 1 |
| | Белорусская аграрная партия                         | 40 488    | 0,77  | 1    | 0   |
| | Белорусская социал-демократическая партия (Громада) | 38 471    | 0,73  | 0    | 0   |
| | Белорусская социально-спортивная партия             | 6921      | 0,13  | 0    | 0   |
| | Партия БНФ                                          | 2789      | 0,05  | 0    | 0   |
| | Беспартийные                                        | 3 892 324 | 74,21 | 104  | ▲ 1 |
| | Вакантно                                            | -         | -     | 1    | -   |
| Против всех | Против всех                                         | 606 887   | 11,77 | -    | -   |
| Испорченных / недействительных бюллетеней                                                                                                 | Испорченных / недействительных бюллетеней           | 89 663    |       | -    | -   |
| Всего | Всего                                               | 5 245 459 | 100   | 110  | 0   |
| Зарегистрированных избирателей / явка | Зарегистрированных избирателей / явка               | 7 030 430 | 74,61 | -    | -   |
| Источник: ЦИК Архивная копия от 4 марта 2016 на Wayback Machine Партии и выборы в Европе Архивная копия от 11 мая 2019 на Wayback Machine |                                                     |           |       |      |     |

## Мониторинг выборов
- ОБСЕ. Наблюдатели ОБСЕ отметили необъективность при регистрации кандидатов, улучшение процессов досрочного голосования и голосования в день выборов, но также — значительное ухудшение прозрачности подсчёта голосов[16]. В ОБСЕ также обратили внимание на произвольную интерпретацию избирательного законодательства и пристрастность Центризбиркома[16]. Кроме того, вследствие одностороннего освещения выборов в центральных СМИ избиратели не имели возможности сделать осознанный выбор[16]. В целом, по мнению организации, в стране наблюдался низкий уровень доверия избирательному процессу[16].
- СНГ. Наблюдатели СНГ сочли выборы прозрачными, открытыми и соответствующими демократическим нормам, а все недостатки назвали техническими[43].

## Интересные факты
- Несмотря на то, что большинство избирательных участков располагались в помещениях школ, все расположенные при участках буфеты обязали иметь в своём ассортименте пиво, вино, водку, коньяк и сигареты[44][45].